# Cerro de Paula
El cerro de Paula es una elevación ubicada en el municipio de Temascalapa, al noreste del estado de México, en México. Recibe su nombre por haber formado parte de la antigua Hacienda de San Francisco de Paula.

## Descripción
Tiene una elevación máxima de 2 600 metros sobre el nivel del mar y se eleva sobre el valle circundante, el Valle de Teotihuacán. A su pie al sureste se encuentra la población de Santa Ana Tlachihualpa, al noroeste se encuentra la población de San Francisco de Paula.
En su territorio se encuentran numerosos vestigios arqueológicos, pertenecientes sobre todo a la cultura teotihuacana, varios de ellos catalogados por el Instituto Nacional de Antropología e Historia.
En abril de 2019 cobró notoriedad debido a que se anunció que su presencia obligaría a la modificación del proyecto mediante el cual la cercana Base Aérea Militar n.º 1 Santa Lucía de la Fuerza Aérea Mexicana será convertida en un segundo Aeropuerto Internacional para la Ciudad de México, teniendo como principal consecuencia un probable incremento en el costo del mismo.